# Ritratto di fra' Teodoro da Urbino
Il Ritratto di fra' Teodoro da Urbino in veste di San Domenico è un dipinto a olio su tela (63,9x49,5 cm) di Giovanni Bellini, datato al 1515 e conservato nella National Gallery di Londra.

## Storia e descrizione
Questo dipinto e la Nuda sono gli ultimi firmati e datati dall'anziano Bellini, all'epoca forse ultraottantenne e a un anno dalla morte.
Si tratta del ritratto di un vecchio prelato con gli attributi di san Domenico, quali l'austera cappa nera e il giglio bianco. L'effigie è impostata secondo la tradizione di tre quarti e a mezza figura, con lo sguardo rivolto a sinistra. In mano tiene un libro. Singolare è il tendaggio verde con ricami dorati che fa da sfondo, che accentua la figura in primo piano.
Il volto è scarno, con una tavolozza spenta, con un'espressione vacua verso un punto lontano, fuori dal contatto visivo dello spettatore. Tradizionale è anche il parapetto, su cui si trova il cartellino con la firma e la data, di solito considerate originali. Scarsamente leggibili sono le iscrizioni presenti ai  due lati della firma «IMAGO FRATRIS / THEODORI URBINATIS»; ben chiaro è invece il cartiglio sulla copertina del libro retto dal frate con la scritta «Sanct.Dominic».